# November to Remember 2000
November to Remember 1999 fu un pay-per-view organizzato dalla federazione Extreme Championship Wrestling (ECW); si svolse il 5 novembre 2000 presso l'Odeum Expo Center di Villa Park, Illinois, Stati Uniti. Questa fu l'ottava ed ultima edizione dell'evento e la quarta ad essere trasmessa in pay-per-view.

## Evento
Il main event dello show fu un Double Jeopardy Elimination match nel quale Jerry Lynn difese il titolo World Heavyweight Championship contro The Sandman, Justin Credible e Steve Corino.

## Risultati
| N. | Risultati | Stipulazione                                                   | Durata |
| -- | --- | -------------------------------------------------------------- | ------ |
| 1  | Simon Diamond & Johnny Swinger sconfissero The Bad Street Boys (Christian York & Joey Matthews)                                                                      | Tag team match                                                 | 05:21  |
| 2  | Kid Kash sconfisse C. W. Anderson | Single match                                                   | 10:47  |
| 3  | Spike Dudley, Danny Doring & Roadkill sconfissero Hot Commodity (Chris Hamrick, Julio Dinero & E.Z. Money) (con Elektra)                                             | Six-man tag team match                                         | 08:23  |
| 4  | Nova sconfisse Chris Chetti (con Lou E. Dangerously) | Loser Leaves Town match                                        | 09:48  |
| 5  | Balls Mahoney & Chilly Willy sconfissero Da Baldies (Angel & Tony DeVito)                                                                                            | Flaming tables match                                           | 12:17  |
| 6  | Rhino (c) sconfisse New Jack | Single match per l'ECW World Television Championship           | 07:56  |
| 7  | The F.B.I. (Little Guido & Tony Mamaluke) (c) (con Sal E. Graziano) sconfissero The Unholy Alliance (Mikey Whipwreck & Yoshihiro Tajiri) (con The Sinister Minister) | Tag team match per l'ECW World Tag Team Championship           | 15:47  |
| 8  | Steve Corino (con Jack Victory e Dawn Marie) sconfisse Justin Credible (con Francine), The Sandman e Jerry Lynn (c)                                                  | Double Jeopardy match per l'ECW World Heavyweight Championship | 24:21  |